# Подолін (Великопольське воєводство)
Подолін (пол. Podolin) — село в Польщі, у гміні Вапно Вонґровецького повіту Великопольського воєводства.
Населення — 182 особи (2011).
У 1975-1998 роках село належало до Пільського воєводства.

## Демографія
Демографічна структура станом на 31 березня 2011 року:
|          | Загалом | Допрацездатний вік | Працездатний вік | Постпрацездатний вік |
| -------- | ------- | ------------------ | ---------------- | -------------------- |
| Чоловіки | 90      | 21                 | 61               | 8                    |
| Жінки    | 92      | 27                 | 48               | 17                   |
| Разом    | 182     | 48                 | 109              | 25                   |